# Didrik Bastian Juell
Didrik Bastian Juell (* 22. Februar 1990 in Oslo) ist ein norwegischer Freestyle-Skier. Er ist auf die Disziplin Skicross spezialisiert.

## Biografie
Juell war zu Beginn seiner Sportkarriere ein alpiner Skirennläufer, konnte aber keine nennenswerten Erfolge erzielen. Im Februar 2009 bestritt er sein letztes FIS-Rennen und wandte sich daraufhin dem Skicross zu. Bei den Juniorenweltmeisterschaften 2010 im neuseeländischen Cardrona, seinem erst vierten Skicross-Rennen, gewann er die Goldmedaille. Sein Debüt im Freestyle-Weltcup hatte Juell am 18. Dezember 2010 in Innichen, wobei er auf Platz 49 fuhr. Die ersten Weltcuppunkte gewann er am darauf folgenden Tag mit Platz 15. Ein Jahr später stieß er am selben Ort unter die besten zehn vor. Die erste Podestplatzierung gelang ihm am 15. Januar 2012, als er in Les Contamines Zweiter wurde.

## Erfolge

### Olympische Spiele
- Sotschi 2014: 15. Skicross

### Weltmeisterschaften
- Deer Valley 2011: 29. Skicross
- Voss 2013: 30. Skicross
- Kreischberg 2015: 32. Skicross

### Weltcup
- Saison 2011/12: 8. Skicross-Weltcup
- 3 Podestplätze

### Weitere Erfolge
- Junioren-WM 2010 in Cardrona: 1. Skicross